# جهان باربور
جهان استقلال باربور (بالتركية: Jehan İstiklal Barbur)‏  مطربة وكاتبة أغاني تركية من أصل عربي مسيحي (ولدت في 12 أبريل 1980 في بيروت، لبنان). بدأت الفنانة جهان حياتها الموسيقة المهنية في عام 2002، حيث انتقلت من أنقرة إلى إسطنبول، وفي البداية بدأت بالغناء كمطربة في العديد من المجموعات المختلفة من البوب والجاز. وقد اتفقت ووقعت عقد شراكة مع  شركة الموسيقى المعروفة باسم بولنت أورتاشجيل.
وفي عام 2009 أصدرت أول ألبوم لها وقد عرف بـ(المستيقظ). أما في عام 2010 استمرت بعملها الموسيقي وذلك من خلال إصدارها الألبوم الثاني. واخيرًا أصدرت ألبومها الثالث (الأصفر) في عام 2012.

## السنوات الأولى
تعود أصول أسرة الفنانة جهان باربور إلى مدينة إسكندرونة، لكن نظراً لظروف والدتها الصحية فقد ولدت جهان باربور في بيروت. وبعد ولادتها مباشرة عادت أسرة باربور إلى تركيا حيث أمضت طفولتها في مدينة إسكندرونة وتوجهت لاحقاً إلى أنقرة من أجل الدراسة والتعلم، وأقامت في ذلك الوقت كثيرًا في أسكندرونة.
وقد كان لها حب وشغف بالموسيقى منذ طفولتها. ولكن لم يسمح لها والدها بالدارسة في معهد الموسيقى، وقد حصلت على منحة دراسية في قسم الآداب بكلية الثقافة الأمريكية بكلية الآداب والعلوم الإنسانية بجامعة بيلكنت.
حيث اهتمت بالموسيقى والمسرح في سنوات دراستها بالجامعة، وتخرجت من الجامعة في عام 2002.

## حياتها الموسيقية
بعد أن تخرجت من الجامعة استقرت في أسطنبول، واتخذت أولى الخطوات في حياتها الموسيقية المهنية. ولكن لم يذكر أي وقت لبداية عملها وتمثيلها في المسرح. وبدأت بالتعرف على العديد من الموسيقيين الذين كانوا يعملون بأماكن الموسيقى المشهورة والحية في المجتمع.
وبعد عامين من السعي بدأت بالعمل مع مجموعة موسيقية حية. ولمدة 4 سنوات فقد قدمت العديد من العروض المسرحية والأداء الموسيقي. وفي هذه الفترة كونت قاعدة جماهيرية خاصة وكبيرة. وبدأت بتكوين أستديو للهواة وكتابة العديد من كلمات الأغاني. وبعدها تعرفت على صديقها بولنت اورتاشجيل.
وبعد الاستماع إلى كلماتها وأغانيها أعجب بولنت أورتاشجيل بكلماتها، وقال أنه لابد من إنتاج وإخراج هذا الألبوم. ولكن جهان باربور قبل إصدار هذا الألبوم، لم يكن لديها النية لإصداره. وبدأت بالعمل مع أورتاشجيل،  وبدأت بأخذ الدعم من اصدقائها، وقد بدأت بالنظر بإيجابية إلى هذا الألبوم. وبعد فترة من الزمن ترشحت للعمل مع موسيقى أدا.
وبعد عمل 6 شهور على الألبوم قامت بإصدار ألبوم (المستيقظ)، وقامت بإصدار ألفين نسخة من هذا الألبوم. وبعد إصدار الألبوم حصلت العديد من الأغاني في هذا الألبوم على لقب من أفضل 10 أغاني في القنوات الموسيقية مثل (إذا ذهبت)، (لماذا؟).
وقد بدأت بغناء العديد من الأغاني مثل عاصى وسر. وقد قامت بغناء أغنية من اجل مسلسل أصوات الليل مع أوزجور شفيق. وقد كتبت كلمات أغنية (شرمين) في ألبوم أحوال العشق لزوهال أولجاي.

## أعمالها الفنية
- المستيقظ (2009)
- الحياة (2010)
- الأصفر(2012)
- لا يوجد اشياء سيئة لكم (2014)

## الروابط الخارجية
- جهان باربور على موقع IMDb (الإنجليزية)
- جهان باربور على موقع ميوزك برينز (الإنجليزية)
- جهان باربور على موقع أول ميوزيك (الإنجليزية)
- جهان باربور على موقع ديسكوغز (الإنجليزية)
- الموقع الرسمى
- الموقع الرسمى لجهان باربور
- لاست.أفم ل جهان باربور